# Debonair (Fluggesellschaft)
Debonair war eine britische Fluggesellschaft, die vom London Luton Airport Flüge nach Spanien, Frankreich, Italien und Deutschland anbot. Im Oktober 1999 wurde der Betrieb eingestellt.

## Geschichte
Debonair wurde 1996 von Franco Mancassola gegründet. Erste Flugziele waren Newcastle, Kopenhagen, Mönchengladbach, München, Barcelona und Nizza. Später stellte man die Flüge nach Newcastle und Kopenhagen ein und nahm Rom, Paris-Pontoise, Madrid und Perugia als Flugziele in den Flugplan auf. Von Beginn an versuchte das Unternehmen, eine höherwertige Variante des klassischen Billigfluges zu etablieren und bot eine Businessklasse-Version unter dem Namen ABC (kurz für „Affordable Business Class“ – dt.: „Erschwingliche Business-Klasse“) auf einigen Flugrouten an.
Im Juli 1997 ging das Unternehmen an die Börse und wurde an der EASDAQ gelistet. Das Geschäftskonzept der DebonAir, Geschäftsflüge auf höherem Niveau zu Budget-Preisen anzubieten, erwies sich allerdings als nicht tragfähig, da in den 1990er Jahren mehrere Billigfluggesellschaften als Konkurrenz auftauchten. Am 1. Oktober 1999 stellte die Fluglinie daher den Betrieb aufgrund von finanziellen Problemen ein. Versuche, den Konkurs abzuwenden und neue Investoren zu finden, schlugen fehl.

## Flotte
Debonair nutzte im März 1999 eine Flotte von zwölf gebrauchten BAe 146 und ergänzte diese durch zwei Boeing 737-300.